# Santiago Ramundo
Santiago Ramundo (Buenos Aires, 10 maggio 1985) è un attore argentino.
È conosciuto principalmente per alcuni ruoli televisivi come quello di Luca nella telenovela Sueña conmigo, come Damian in Cata e i misteri della sfera e come Roberto nel serial televisivo statunitense Sangre de mi tierra.

## Biografia
Santiago Ramundo nasce il 10 maggio 1985 nel barrio di Villa del Parque a Buenos Aires, capitale dell'Argentina, da José Ramundo e Blanca Amosa. Ha due fratelli. Dall'età di quattro anni e fino ai diciassette studia in un istituto cattolico nel quartiere d'origine. Comincia a suonare il pianoforte e a prendere lezioni di canto all'età di 9 anni insieme a Gregorio Meraguelman e dall'età di 14 anni inizia a lavorare insieme al padre vendendo giornali in una edicola. Dal 2002 studia canto con Roberto Maza e recitazione con Marta Heller. Studia le due materie anche con altri docenti. Ai 18 anni inizia a studiare canto, interpretazione e commedia musicale presso la scuola di Valeria Lynch. 
Ramundo intraprende la facoltà di giurisprudenza all'Università di Buenos Aires nei primi anni 2000, laureandosi durante le registrazioni della telenovela Sueña conmigo (per un totale di otto anni di studio universitario); esercitando la professione per un periodo di tempo in un tribunale commerciale della capitale argentina.
Nel 2018 conferma di vivere in Messico. Santiago Ramundo ha la doppia nazionalità argentina-italiana.

## Carriera

### Gli esordi eSueña conmigo(2002-2011)
Nel 2002 prende parte alla commedia musicale Lucía la Maga, sotto la direzione di Gipsy Bonafina e debutta in televisione nella telenovela Rebelde Way. Tra il 2003 e il 2005 partecipa a La Cenicienta e in quest'ultimo anno registra un episodio per la seconda stagione di Flor - Speciale come te; partecipando allo spettacolo Adán y Eva en Bs. As., diretto da Orlando Campodonico.
Successivamente decide di tentare un provino per Telefe che gli permette di partecipare alle riprese del serial Tango del último amor tra l'Argentina e la Russia nel 2006, con il ruolo di Esteban. L'anno successivo recita in Son de Fierro nel ruolo di Ramiro Vázquez, in Mujeres de nadie come Claudio Mendizabal ed è nuovamente in teatro per El caballero enduendado. Lo spettacolo viene presentato in più di venti funzioni al Velma Café di Buenos Aires tra il luglio e l'agosto del 2007;  in cui è il personaggio comprimario. Partecipa poi alla telenovela argentino-colombiana Valentino, el argentino nella parte di Marcelo, uno degli antagonisti e come Martín in La maga. Inoltre, interpreta Benicio nel serial Atracción x4.
Nel 2009 è nel cast della telecomedia Enseñame a vivir come Santiago e in Champs 12 nel ruolo di Marcos Del Campo.
Agli inizi del 2010 appare nel trailer di una nuova serie e successivamente viene confermato come il protagonista maschile della telenovela Sueña conmigo, impersonando Luca Grossi. Grazie a questa serie ha dato la sua voce per alcune canzoni negli album: Sueña conmigo: la canción de tu vida e Sueña conmigo 2, oltre che ad apparire nel DVD e nel tour svoltosi nel 2011 e intitolato "Sueña conmigo en concierto". Per la sua interpretazione, vince ai Kids' Choice Awards Argentina 2011 il premio come "miglior attore" e riceve una candidatura ai Kids' Choice Awards México.

### Dulce amore i successivi ruoli (2012-presente)
Tra il 2012 e il 2013 registra Dulce amor, occasione per la quale è Ciro Montanaro per un totale di 250 puntate. Nel 2014 è Damian in Cata e i misteri della sfera, il protagonista maschile della storia. Inoltre, recita nello spettacolo teatrale Camila, nuestra historia de amor. Nel 2015 impersona Matías Lemos Arenal in Entre caníbales, un personaggio secondario ed entra nel cast del serial messicano Sueño de amor, come uno dei comprimari giovanili, ossia Luca De la Colina. Nel 2016 viene confermata la sua presenza nel lungometraggio Jesús de Nazaret di José Manuel Brandariz nel ruolo di Giuda che vede la pubblicazione nel 2019. È stato registrato in Spagna.
Per Telemundo, interpreta l'antagonista Roberto Quiroga nella telenovela Sangre de mi tierra tra il 2017 e il 2018, per cui riceve una candidatura ai Premios TVyNovelas, mentre tra il luglio e il settembre del 2018 è uno dei concorrenti del reality show di Univision, Mira quién baila, classificandosi al quarto posto. 
Il 2 gennaio 2020 è protagonista di puntata della serie televisiva Decisiones: Unos ganan, otros pierden per l'episodio numero 16, intitolato "El marido perfecto", nel ruolo di Santiago Aguilar.

## Attività come produttore
Oltre ad essere un attore, Santiago Ramundo è un produttore audiovisivo di videoclip. Tra gli altri, ha prodotto artisti come Paty Cantú e David Bisbal.
Durante la sua carriera, ha prodotto anche una videografia dello spettacolo teatrale Alicia en Frikyland, con cui si aggiudica un Premios Hugo al Teatro Musical come miglior produzione.

## Filmografia

### Cinema
- Jesús de Nazareth, regia di Rafa Lara (2019)

### Televisione
- Rebelde Way - serial TV, 5 puntate (2002)
- Flor - Speciale come te (Floricienta) serial TV, 1 puntata (2005)
- Tango del último amor - serial TV, 134 puntate (2006)
- Son de Fierro - serial TV, 25 puntate (2007)
- Mujeres de nadie - serial TV, 10 puntate (2007)
- Valentino, el argentino - serial TV, 150 puntate (2008)
- La maga (La maga y el camino dorado) - serial TV, 15 puntate (2008)
- Atracción x4 - serial TV, 90 puntate (2008-2009)
- Champs 12 - serial TV, 12 puntate (2009)
- Enseñame a vivir - serial TV, 30 puntate (2009)
- Isa TVB (Isa TKM) - serial TV (2010)
- Sueña conmigo - serial TV, 150 puntate (2010-2011)
- Dulce amor - serial TV, 250 puntate (2012-2013)
- Cata e i misteri della sfera (Señales del fin del mundo) - serial TV, 115 puntate (2013-2014)
- Entre canibales - serial TV, (2015)
- Sueño de amor - serial TV, 132 puntate  (2016)
- Sangre de mi tierra - serial TV, 59 puntate (2017-2018)
- Decisiones: Unos ganan, otros pierden - serie TV, 01x16 (2020)
- Médicos, línea de vida - serie TV, 01x87 (2020)
- Adentro - serie TV (2020)
- Buenos chicos - serial TV (2023-2024)

## Programmi televisivi
- Mira quién baila (Univision, 2018)
- Noches con Platanito (Univision, 2018)

## Teatro
- Lucía la Maga, regia di Gipsy Bonafina (2002)
- La Cenicienta, regia di Héctor Estévez (2003-2005)
- Adán y Eva en Bs. As., regia di Orlando Campodonico (2005)
- El caballero enduendado, regia di Alejandra Cullari e Guillermo Pardini (2007-2008)
- Sueña conmigo en concierto, regia di Eduardo Gongell (2011)
- Camila, nuestra historia de amor, regia di Fabián Nuñez (2013)
- Legalmente rubia, regia di Ariel del Mastro e Marcelo Caballero (2024)

## Discografia

### Partecipazioni
- 2010 - AA.VV. Sueña conmigo: la canción de tu vida
- 2010 - AA.VV. Sueña conmigo 2
- 2014 - AA.VV. Señales del fin del mundo

## Riconoscimenti
- Kids' Choice Awards Argentina
  - 2011 – Miglior attore per Sueña conmigo[30]
  - 2011 – Preselezione per la rivelazione in televisione[31]
  - 2014 – Preselezione per attore preferito per Cata e i misteri della sfera[32]
- Kids' Choice Awards México
  - 2011 – Candidatura come personaggio maschile preferito in una serie per Sueña conmigo[33][34]
- Premio Hugo a la Comedia Musical Argentina
  - 2012 – Miglior produzione integrale per Alicia en Frikyland[35]
- Famavision de oro 
  - 2015 – Coppia in fiction (insieme a Micaela Riera)[36]
  - 2014 – Candidatura per il protagonista maschile per Cata e i misteri della sfera[37][38]
  - 2014 – Candidatura per la coppia in fiction per Cata e i misteri della sfera (insieme a Micaela Riera)[37][38]
  - 2015 – Candidatura per il protagonista maschile giovanile per Cata e i misteri della sfera[39]
- Premios TVyNovelas
  - 2017 – Candidatura per il miglior attore rivelazione per Sueño de amor[40]

## Doppiatori italiani
Nelle versioni in italiano dei suoi film, Santiago Ramundo è stata doppiato da:
- Alessio Ward in Sueña conmigo[41]
- Alessandro Capra in Cata e i misteri della sfera[42]